# Custom Coasters International
Pour les articles homonymes, voir CCI.
Custom Coasters International (CCI) est une société américaine de conception et de construction de montagnes russes de type montagnes russes en bois basée à West Chester dans l'Ohio, États-Unis. Dirigée par Denise Dinn Larrick et codétenue par Denise Dinn Larrick et Randy Larrick, elle s'est retrouvée en faillite et a fermé en 2002 alors qu'elle construisait le New Mexico Rattler pour le Cliff's Amusement Park (en) ; Le parc s'est retrouvé obligé de finir le montage par ses propres moyens.
Par la suite, Denise Larrick a rejoint S&S Worldwide où elle a créé une division spécialisée dans les montagnes russes en bois. Les 4 principaux designers (Larry Bill, Chad Miller, Korey Kiepert et Michael Graham) ont quant à eux créé The Gravity Group, une nouvelle société également spécialisée dans le même domaine.

## Réalisations

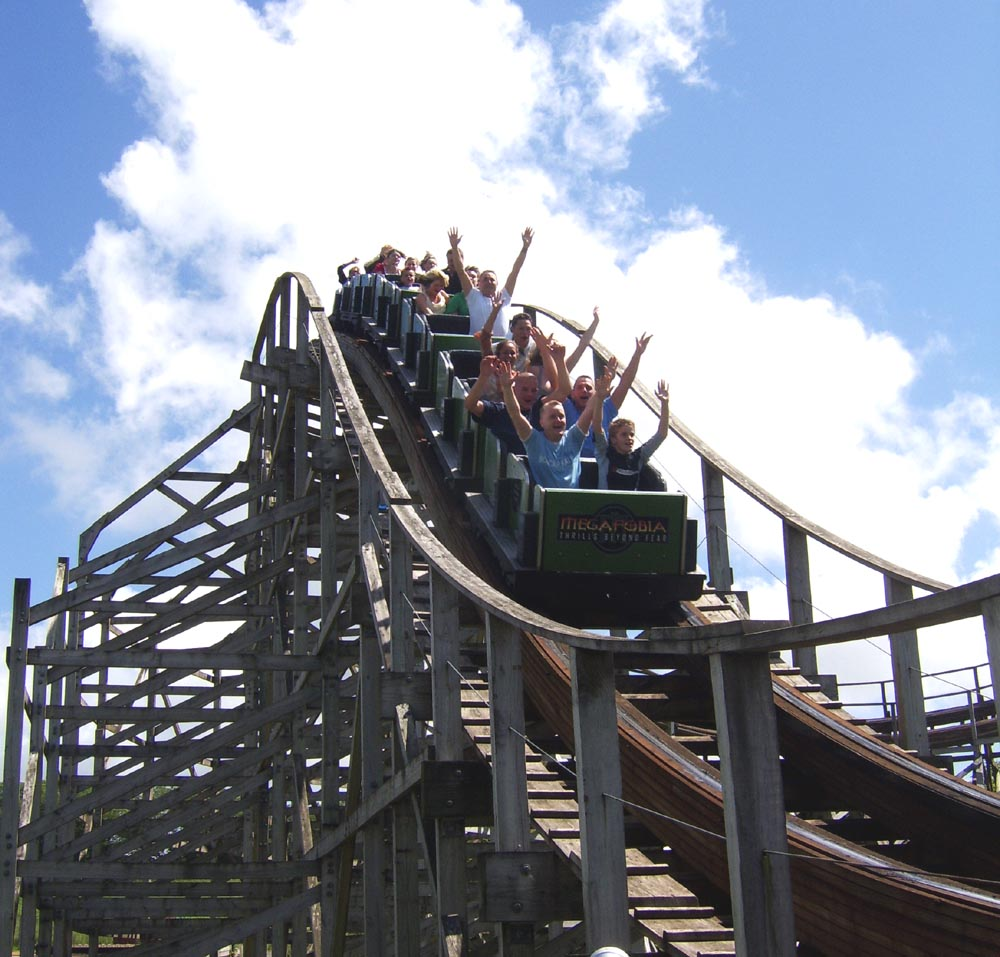
Megafobia à Oakwood Theme Park.

CCI a construit un total de 34 parcours de montagnes russes en bois. La plupart se trouvent aux États-Unis, l'un d'eux se trouve au Mexique et quatre autres se situent en Europe.

### En Europe
| Nom de l'attraction | Parc               | Pays        | Année |
| ------------------- | ------------------ | ----------- | ----- |
| Megafobia           | Oakwood Theme Park | Royaume-Uni | 1996  |
| Stampida            | PortAventura Park  | Espagne     | 1997  |
| Tomahawk            | PortAventura Park  | Espagne     | 1997  |
| Tonnerre de Zeus    | Parc Astérix       | France      | 1997  |

### En Amérique

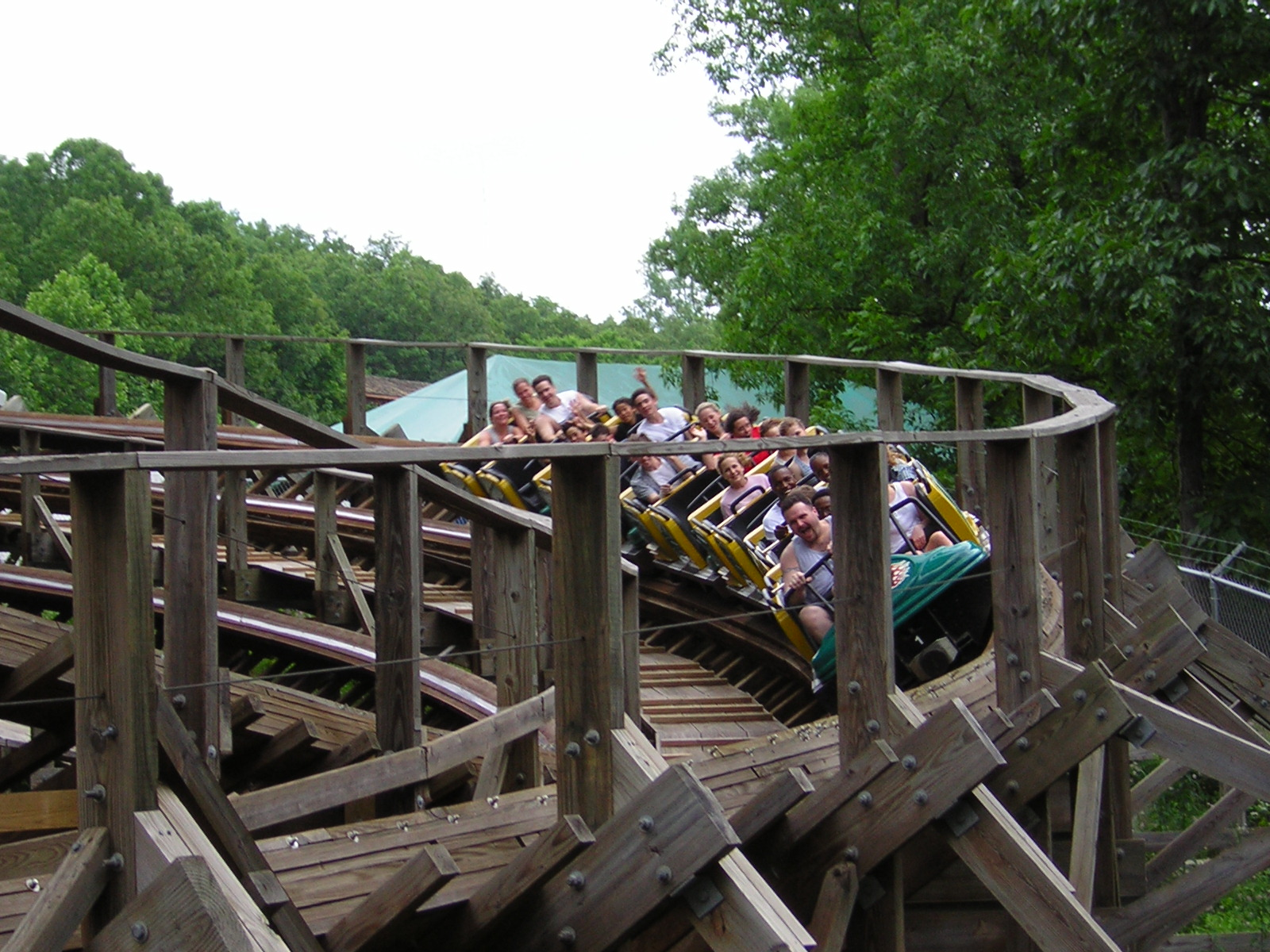
Boss à Six Flags St Louis

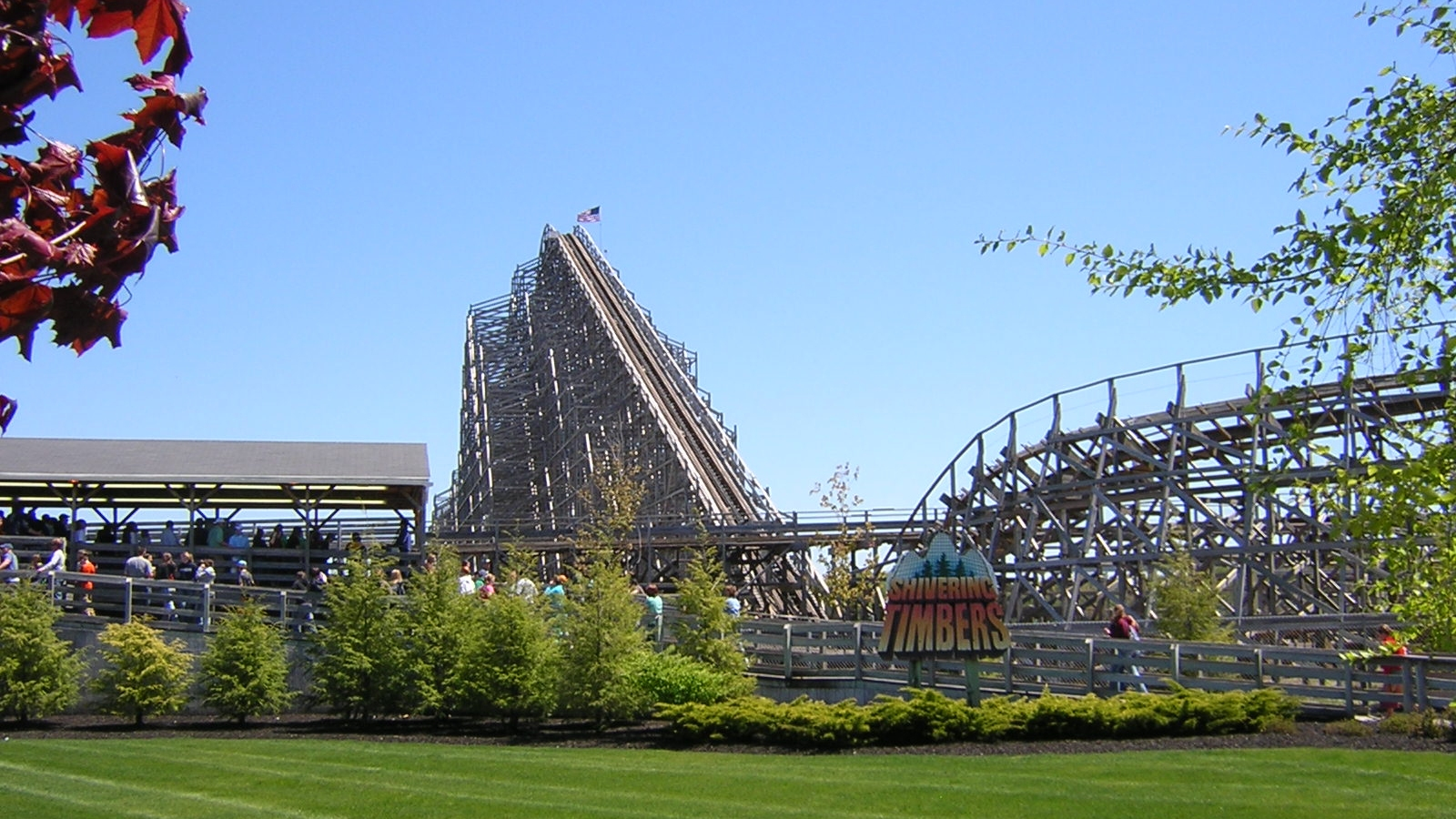
Shivering Timbers à Michigan's Adventure

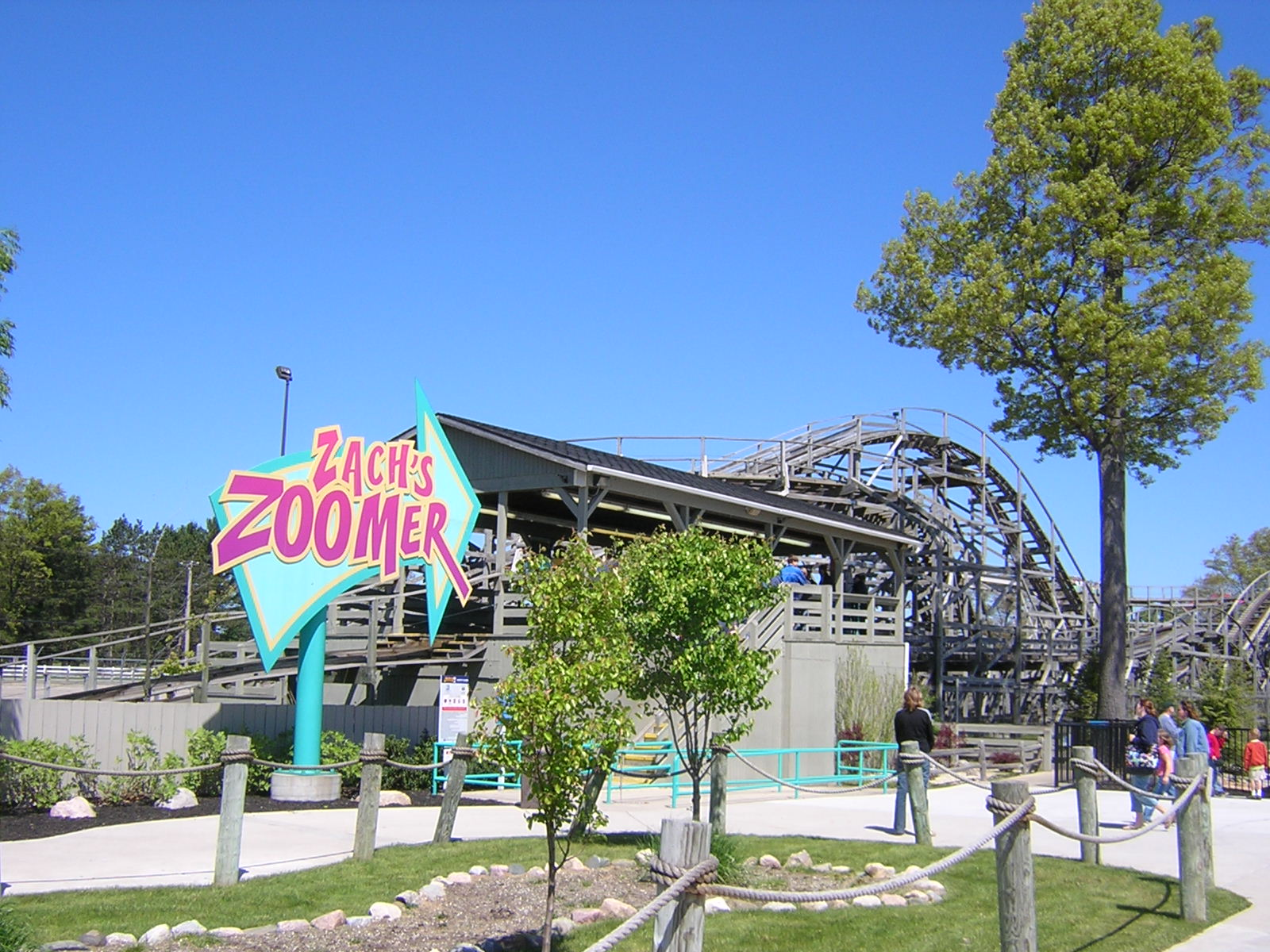
Zach's Zoomer à Michigan's Adventure

| Nom de l'attraction                   | Parc                           | Pays       | Année d'ouverture |
| ------------------------------------- | ------------------------------ | ---------- | ----------------- |
| Boss (The)                            | Six Flags St. Louis            | États-Unis | 2000              |
| Boulder Dash                          | Lake Compounce                 | États-Unis | 2000              |
| Cannonball Run                        | Watterville USA                | États-Unis | 1995              |
| Cheetah                               | Wild Adventures                | États-Unis | 2001              |
| Cornball Express                      | Indiana Beach                  | États-Unis | 2001              |
| Cyclops                               | Mt. Olympus Water & Theme Park | États-Unis | 1995              |
| Excalibur                             | Funtown Splashtown USA         | États-Unis | 1998              |
| GhostRider                            | Knott's Berry Farm             | États-Unis | 1998              |
| Great White                           | Morey's Piers                  | États-Unis | 1996              |
| Hoosier Hurricane                     | Indiana Beach                  | États-Unis | 1994              |
| Hurricane                             | Myrtle Beach Pavilion          | États-Unis | 2000              |
| Kingdom Coaster                       | Dutch Wonderland               | États-Unis | 1992              |
| Legend                                | Holiday World                  | États-Unis | 2000              |
| Lost Coaster of Superstition Mountain | Indiana Beach                  | États-Unis | 2002              |
| Medusa                                | Six Flags México               | Mexique    | 2000              |
| Mega Zeph                             | Six Flags New Orleans          | États-Unis | 2000              |
| New Mexico Rattler                    | Cliff's Amusement Park (en)    | États-Unis | 2002              |
| Outlaw                                | Adventureland                  | États-Unis | 1993              |
| Pegasus                               | Mt. Olympus Water & Theme Park | États-Unis | 1996              |
| Rampage                               | Alabama Splash Adventure       | États-Unis | 1998              |
| Raven                                 | Holiday World                  | États-Unis | 1995              |
| Shivering Timbers                     | Michigan's Adventure           | États-Unis | 1998              |
| Silver Comet                          | Martin's Fantasy Island (en)   | États-Unis | 1999              |
| Timber Terror                         | Silverwood Theme Park          | États-Unis | 1996              |
| Tremors                               | Silverwood Theme Park          | États-Unis | 1999              |
| Twisted Twins                         | Kentucky Kingdom               | États-Unis | 1998              |
| Underground                           | Adventureland                  | États-Unis | 1996              |
| Villain                               | Geauga Lake                    | États-Unis | 2000              |
| Zach's Zoomer                         | Michigan's Adventure           | États-Unis | 1994              |
| Zeus                                  | Mt. Olympus Water & Theme Park | États-Unis | 1997              |